# St. Philip Street Theatre
St. Philip Street Theatre, Théâtre St. Philippe eller Théâtre de Saint Philippe var en teaterlokal i New Orleans i Louisiana i USA. 
Lokalen invigdes år 1808. Den grundades av Bernard Coquet. Det beskrivs som en elegant lokal med plats för 700 personer.  Den utkonkurrerade sin föregångare Théâtre de la Rue Saint Pierre, som tvingades stänga 1810. Dess första direktör var Louis Tabary, som tidigare hade varit direktör på Théâtre de la Rue Saint Pierre. Dess aktörer bestod till stor del av franska flyktingar från Saint Domingue. 
Lokalen användes inte enbart som teater, utan även för andra syften. Här hölls ibland de så kallade kvarteronbalerna, där placage arrangerades. År 1815 fick publiken från scenen höra att Napoleon I hade flytt från Elba, vilket gjorde att upphetsade stadsbor trodde att han skulle ta sig iland i New Orleans och förberedde sig på att välkomna honom. 
Louis Tabary hade planer på att utvidga verksamheten till ännu en lokal, och grundade så småningom även Théâtre d'Orléans, som kunde öppna slutgiltigt 1819 och som sedan blev stadens främsta franska teater. St. Philip Street Theatre återgick därefter till att bli enbart en danssalong. 
James H. Caldwell hyrde lokalen 1820. Han bildade ett teatersällskap och drev den första permanenta engelskspråkiga teatern i New Orleans i lokalen fram till 1822–1824, då han flyttade teatern till nya lokaler i Camp Street Theatre. 